# エレン・シュトライト
エレン・シュトライト (Ellen Streidt-Stropahl、1952年7月27日- )は、旧東ドイツの陸上競技選手。1976年モントリオールオリンピックの金メダリストである。

## 経歴
シュトライトがはじめてオリンピックに出場したのは、1972年ミュンヘンオリンピックであり、このときは女子200mに出場。シュトライトの記録は22秒75であり、銅メダルを獲得したポーランドのイレーナ・シェビンスカにわずか100分の1秒及ばず4位に終わる。その4年後、モントリオールオリンピックでは400mに出場し、金メダルのシェビンスカ、銀メダルを獲得した同じ東ドイツのクリスティナ・ブレーマーに次いで銅メダルを獲得。さらに、シュトライトは、4×400mリレーにも東ドイツ代表として出場。ブリギッテ・ローデ、ドリス・マレツキ、そして400m銀メダルのブレーマーとともに3分19秒23の世界新記録で金メダルを獲得した。

## 主な実績
| 年   | 大会                 | 場所                     | 種目         | 結果 | 記録      |
| ---- | -------------------- | ------------------------ | ------------ | ---- | --------- |
| 1971 | ヨーロッパ陸上選手権 | ヘルシンキ(フィンランド) | 4×100mリレー | 2位  | 43秒60    |
| 1972 | オリンピック         | ミュンヘン(西ドイツ)     | 200m         | 4位  | 22秒75    |
| 1973 | ユニバーシアード     | モスクワ(ソビエト連邦)   | 100m         | 3位  | 11秒63    |
| 1973 | ユニバーシアード     | モスクワ(ソビエト連邦)   | 200m         | 3位  | 22秒73    |
| 1974 | ヨーロッパ陸上選手権 | ローマ(イタリア)         | 400m         | 2位  | 50秒69    |
| 1974 | ヨーロッパ陸上選手権 | ローマ(イタリア)         | 4×400mリレー | 1位  | 3分25秒21 |
| 1976 | オリンピック         | モントリオール(カナダ)   | 400m         | 3位  | 50秒55    |
| 1976 | オリンピック         | モントリオール(カナダ)   | 4×400mリレー | 1位  | 3分19秒23 |